# Zeena Schreck
Zeena Schreck (San Francisco, Kalifornija, SAD, 19. studenog 1963. – ) američka je glazbenica, umjetnica, autorica te duhovna učiteljica.
Rođena je 19. studenoga 1963. u San Franciscu, SAD kao Zeena Galatea LaVey. 
Njezin je otac bio Anton LaVey (1930. – 1997.), osnivač Sotonine crkve. Njegova je žena, „čarobnica“ Diane Hegarty rodila Zeenu. Zeenin je djed bio Michael Joseph Levey, a baka Gertrude Augusta Coultron. Zeena ima polusestru Karlu LaVey i polubrata Satana Xerxesa Carnackija LaVeya. Karla je visoka svećenica Prve sotonističke crkve.
23. svibnja 1967. Zeena je imala sotonističko krštenje koje je izveo njezin otac, a prema njezinim riječima, taj je događaj bio proslava života.
Zeena je ostala trudna s 13 godina te je rodila sina čije je ime Stanton Zaharoff LaVey (18. siječnja 1978.).
Od 1985. do 1990. Zeena je bila visoka svećenica i glasnogovornica Sotonine crkve. Pojavljivala se na televiziji tijekom takozvane „sotonske panike“. Zeena je tvrdila da „pravi“ sotonisti ne žrtvuju ljude ili životinje te da nisu povezani s onima koji se nazivaju sotonistima, a čine takve stvari. 
Zeena je u to vrijeme bila sotonistica i ateistica, kao i njezin otac. Udala se za glazbenika Nikolasa Schrecka. Zajedno ih je intervjuirao teleevanđelist, pastor Bob Larson, kojeg su optužili za licemjerje te su mu skrenuli pažnju na zločine kršćana tijekom povijesti.
Ipak, Zeena se 1990. odrekla sotonizma te se pridružila Setovu hramu, vjerskoj organizaciji čiji članovi štuju staroegipatskog boga Seta. (Set je u egipatskoj mitologiji bog kaosa i pustinje, brat Ozirisa i Izide.) Zeena je postala svećenica Seta (Hemet-neter tepi Seth). 
Larson je ponovno intervjuirao Zeenu i njezina muža, koji nemaju djece. Zeena je izjavila da Set boravi u njoj te da prakticira crnu magiju.
2002. Zeena je osnovala Setov pokret oslobođenja (Sethian Liberation Movement). Poslije je prihvatila i budizam.